# Grinda (Antarktika)
Grinda (norwegisch für Das Tor) ist ein felsiger Gebirgskamm im ostantarktischen Königin-Maud-Land. Im Mühlig-Hofmann-Gebirge ragt er unmittelbar nördlich des Grytøyrfjellet auf.
Norwegische Kartografen, die ihn auch benannten, kartierten ihn anhand von Vermessungen und Luftaufnahmen der Dritten Norwegischen Antarktisexpedition (1956–1960).